# قزل‌آلای طلایی
قزل‌آلای طلایی (نام علمی: Oncorhynchus aguabonita) نام یک گونه از سرده کج‌بینی‌ها است.